# Măgurele
Măgurele – miasto w Rumunii; w okręgu Ilfov. Liczy 8343 mieszkańców (2009).